# Hilara dixi
Hilara dixi är en tvåvingeart som beskrevs av Steyskal 1969. Hilara dixi ingår i släktet Hilara och familjen dansflugor. Inga underarter finns listade i Catalogue of Life.